# Пумат (національний парк)
Національний парк Пума́т (в'єт. Vườn quốc gia Pù Mát) — це національний парк у провінції Нгеан, у регіоні Північ Центрального узбережжя В'єтнаму. Він є частиною біосферного заповідника Західний Нгеан.
Тайською мовою Пумат означає «високий схил». Цей парк був створений Рішенням 174/2001/QĐ-TTg від 8 листопада 2001 року Прем'єр-міністром В'єтнаму про підвищення статусу заповідника Пумат.
Цей парк розташований від 18°46′ до 19°12′ пн.ш. та від 104°24′ до 104°56′ сх.д.
Парк займає площу 94 804 гектари і розташований у трьох повітах: Тионгдуонг, Конкуонг та Аньшон провінції Нгеан. Із загальної площі, суворо охоронювана зона займає 89 517 га, а зона екологічного відновлення — 1596 га.

## Природне значення
У Пуматі підтверджено наявність 2461 виду рослин, деякі з яких можуть бути новими для науки; наразі ведеться таксономічна робота для підтвердження цього. Найпоширенішим типом рослинності в національному парку є низинний вічнозелений ліс.
Пумат, ймовірно, є одним з найважливіших місць для збереження ссавців у В'єтнамі. Дослідження, проведені Службою соціального лісівництва та охорони природи в провінції Нгеан (SFNC), підтвердили наявність п'яти ссавців, ендемічних для Індокитаю: Nomascus leucogenys, Pygathrix nemaeus, псевдоорикс, Muntiacus truongsonensis та Nesolagus timminsi. Дослідження SFNC також підтвердили постійну присутність у Пуматі низки інших ссавців, що перебувають під загрозою зникнення в глобальному масштабі, включаючи Macaca assamensis, Ussuri dhole, індокитайського тигра та Elephas maximus indicus.
Нещодавно в Національному парку Пумат, поблизу кордону з Лаосом, було виявлено «значну» популяцію з 455 північних білощоких чубатих гібонів, що знаходяться під критичною загрозою зникнення. Товариство Conservation International повідомляє, що вони живуть на великих висотах та далеко від людських поселень. Ця популяція, що становить дві третини від загальної кількості відомої у В'єтнамі популяції, очевидно, є «єдиною підтвердженою життєздатною популяцією» цього різновиду у світі.

## Населення
У цьому заповідному лісі історично проживають переважно в'єти, тхай, монг, тхо (плем'я данлай). Вони живуть у більшості сіл у дерев'яних будинках на палях та вирощують рис. У горбистих районах вони займаються посадкою дерев або підсічно-вогневим землеробством, вирощуванням сільськогосподарських чи інших харчових культур; розведенням буйволів, корів та птиці; виготовленням бамбукових виробів та плетінням традиційних тканин.